# Anaea testacea
Anaea testacea är en fjärilsart som beskrevs av Johannes Karl Max Röber 1916. Anaea testacea ingår i släktet Anaea och familjen praktfjärilar. Inga underarter finns listade i Catalogue of Life.